# CEM Setor Leste
O Centro de Ensino Médio Setor Leste (CEMSL) é uma instituição de ensino pública brasileira, com sede em Brasília, no Distrito Federal. Com uma grande área, é uma das maiores e mais antigas escolas do Distrito Federal, atendendo atualmente a cerca de 1500 alunos. Nos últimos anos, vem recebendo destaque devido à sua grande estrutura e bons índices de aprovação no ENEM.

## Histórico
Foi inaugurado em 31 de maio de 1963 sob a direção da professora Altair de Paiva com o nome de Ginásio Industrial JK, que precisou ser alterado para Ginásio Industrial do Plano Piloto devido ao Golpe Militar de 1964.

## Estrutura e Atividades extracurriculares
O colégio conta com uma área de 75 000 metros quadrados, 3 blocos de salas de aula, 6 laboratórios, 2 quadras esportivas, 2 piscinas, ginásio poliesportivo, academia de musculação, sala de espelhos, horta, auditório e biblioteca. Fora das dependências dos alunos, porém interligados à escola, ficam o Centro Interescolar de Línguas e o Centro de Ensino Especial de Deficientes Visuais (CEEDV).
Em turnos opostos às aulas, são oferecidas aos alunos atividades de: musculação, natação, ginástica artística, aulas de dança, aulas de circo. No Centro Interescolar de Línguas há aulas de inglês, francês e espanhol.
Contém muitos projetos maravilhosos como, Feira de Ciências, Teatro, SACAI, Feira Gastronômica, Êxodos, Feira Hispânica, Festival de Curtas de Brasília, e muito mais.
A Escola apresenta um dos maiores índices de aprovação no Vestibular, PAS (Programa de Avaliação Seriada) e no ENEM da Universidade de Brasília. Com resultados satisfatórios, hoje, o Setor Leste, é considerado uma das melhores escolas públicas do Distrito Federal, título que rendeu a instituição diversas matérias em jornais de grande circulação. Além de ter recebido diversas visitas.
O CEM Setor Leste, pela sua localização, próximas ao Setor de Embaixadas de Brasília, recebe alunos oriundos de diversos países. Com esse diferencial, a escola conta com uma diversidade muito grande, que integrada aos demais alunos, proporciona um ambiente mais eclético e rico de diversidade.
A escola conta com laboratórios de computação com acesso a internet, biblioteca com acervo de livros científicos e de personagens, auditório com estrutura para as aulas de teatro. No contra turno, a escola oferece aos alunos a possibilidade de aula de reforço e complemento para as aulas regulares, além de aulões preparatórias para o ENEM, PAS e Vestibular.
Acessibilidade é também um carro chefe da escola, com uma equipe preparada para receber os alunos especiais, o CEM Setor Leste, possui equipe pedagógica que dá todo amparo necessário aos alunos, além de material e recursos que ajudam aos que precisam.
Fazem também parte da estrutura da escola, o Serviço de Orientação Escolar (SOE), que conta com pedagogos que dão todo o amparo aos alunos e profissionais nas atividades e relações diárias, além de solucionar problemas eventuais da unidade. 
Reconhecimentos
- CEM SETOR LESTE - A melhor escola pública do Distrito Federal pelo ENEM
- CEM SETOR LESTE - Uma das melhores escolas do DF, em 2015.
- CEM SETOR LESTE - Em lista das melhores do DF, CEMSL é uma das melhores.
- CEM SETOR LESTE - Melhor pública do DF
- CEM SETOR LESTE - Com aluno representando o Distrito Federal no Congresso Nacional
- CEM SETOR LESTE - Prepara alunos para o Exame Nacional do Ensino Médio

Tais referências fazem do CEMSL uma escola muito bem vista pelos que passam. Todos os anos, a escola recebe inúmeros pedidos de vagas, desde jovens que moram próximos até os que moram há 60 Km (cidades goianas do entorno - Luziânia, Valparaiso de Goiás, Cidade Ocidental, Águas Lindas, Santo Antônio do Descoberto, Novo Gama, Padre Bernardo, Planaltina de Goiás e Formosa). Desse modo, nos meses de fevereiro, a escola serve de acampamento para os que pernoitam por uma vaga, mais de 150 pessoas ficam na fila de espera em busca de uma vaga. 
Segundo os estudantes, todo o esforço vale apena, ainda que haja outras instituições próximas, a estrutura e a boa fama da instituição faz com que estes alunos procurem o CEMSL, inclusive alunos de escola particulares e de renomes. Danielly, 17 anos, oriunda de escola particular da capital afirma, "Lá o ensino é bom, mas aqui não perde nada para o ensino da particular".
Embora possua diversos pontos fortes, a escola passa por diversos problemas estruturais. Com uma área de 75 mil m2 em região nobre de Brasília, o CEM Setor Leste precisa de reformas em salas de aulas, nos campos, pscina e nas estalações de energia, água e no administrativo. Com quase 60 anos de existência, a escola já passou por inúmeros reparos, alguns emergenciais. A estrutura antiga da escola revela inúmeros riscos aos alunos que passam por ali todos os dias. Segundo a Direção da escola, sempre que possível mantem reparos para consertar os problemas da escolas, mas ainda sim, não dispensa que a escola precisa de uma atenção ainda maior. Segundo os alunos, a maior reivindicação é pela cobertura da quadra esportiva, que fica a céu aberto, impossibilitando o uso em dias de muito sol e secura, ou quando faz chuva, inviabilizando as aulas práticas. Outra reivindicação é pela expansão do sistema de rede de internet aos alunos. 

## Projetos Curriculares da Escola
1. Projeto de Implantação do Centro de Iniciação Desportiva de Natação
2. Projeto História e Cultura Afro Brasileira e Indígena
3. Projeto Festival de Curtas
4. Projeto Festival de Teatro
5. Projeto Horta Escolar
6. Projeto Sarau Hispânico
7. Projeto Re(vi)vendo Êxodos
8. Projeto Festival de Talentos
9. Projeto Gastronômico
10. Projeto Sala de Recurso
11. Projeto Feira de Ciências
12. Projeto Aulas de Recuperação Processual
13. Projeto Gincana Setor Leste
14. Projeto Feira de Informação Profissional
15. Projeto Rádio Setor Leste
16. Projeto Intervalo Cultural
17. Projeto Roda de Leitura
18. Projeto Interclasse de Futsal
19. Projeto Laboratório de Ciências da Natureza
20. Projeto Laboratório de Matemática
21. Projeto Reforço Escolar de Matemática
22. Projeto de Criação e Curadoria do Cineclube Anistia 18 de Abril
23. Projeto Feira Literária e Mostra Artística

## Contexto e Documentos
O Centro de Ensino Médio Setor Leste, conhecido inicialmente como Ginásio Industrial JK ou como Ginásio Industrial do Plano Piloto, tem cerca de 75.000 metros quadrados de área e iniciou suas atividades em maio de 1963, sem um ato específico para sua criação, sob a direção da professora Altair de Paiva. A denominação Ginásio Industrial JK aparece mencionada oficialmente pela primeira vez quando se criou o quadro de pessoal para a referida unidade escolar (Resolução número 09 do Conselho Diretor de 1963). 
Com o início do funcionamento do segundo ciclo neste estabelecimento de ensino, foi criado o Colégio Industrial do Plano Piloto e também o anexo do Ginásio Industrial do Plano Piloto (noturno) – Resolução número 01 do Conselho Diretor de 20 de janeiro de 1964. Com a denominação de Colégio Setor Leste – Plano Piloto, este Centro aparece relacionado nos Decretos número 481 de 14 de janeiro de 1966 e número 700 de 26 de janeiro de 1968 do GDF. O ato que aprovou o Regimento Interno da Fundação Educacional em 1971 (Resolução número 33 do Conselho Diretor) relacionou todos os estabelecimentos existentes na Rede Pública de Ensino e esta escola foi mencionada como Colégio do Setor Leste – CSL. 
A transformação deste Colégio em Centro Educacional Setor Leste se deu com a Resolução número 95 do Conselho Diretor de 1976 e em Centro de Ensino Médio Setor Leste por meio da Portaria número 129, publicada no DODF número 137 de 19 de julho de 2000, que altera a denominação das unidades de ensino, da Secretaria de Estado da Educação do Distrito Federal. 
O Centro de Ensino Médio Setor Leste (CEMSL) tem um quadro composto por 82 (oitenta e dois) professores, uma equipe gestora formada por: 01 (uma) diretora, 01 (um) vice-diretor, 01 (uma) supervisora pedagógica, 01 (uma) supervisora administrativo, 01 (um) chefe de secretaria, e 08 (oito) coordenadores pedagógicos, 02 (duas) orientadoras educacionais e 07 (sete) assistentes de educação. Possui 09 (nove) blocos, sendo 03 (três) para salas de aula, formando 24 (vinte e quatro) salas, quatro banheiros para alunos (02 banheiros para alunos com necessidades especiais) uma sala de coordenação disciplinar e uma para os professores, com dois banheiros. Todas as 24 salas possuem datashow e ar condicionado, sendo que em 22 delas possuem também TV de 32 polegadas. Possui um bloco onde se encontra a cantina da escola e a sala de multimeios. 
Outro bloco apresentam salas para a segurança, para atendimento da empresa terceirizada de limpeza e manutenção, duas salas de coordenação individual, a sala de coordenação pedagógica coletiva uma sala de projeção, quatro banheiros, sendo dois para deficientes e mais quatro salas pequenas para atendimentos de reforço escolar. 
Possui um bloco administrativo, onde se encontra instalada a maioria dos setores que integram a atividade meio do colégio, bem como a direção, supervisão administrativa, sala da orientação educacional, reprografia e banheiros. 
Encontra-se ainda em outros blocos: o arquivo passivo e depósito de material de expediente, banheiros, Laboratórios de Biologia/Química, Física/Matemática, um Laboratório de Informática, sala de recursos generalista e sala de recursos para deficientes visuais, a secretaria da escola, sala de servidores da vigilância, a biblioteca e um Auditório; uma sala de musculação, dois banheiros para alunos, dois banheiros para professores, sala espelhada para Ginástica e dança, uma sala de apoio a projetos e uma sala espelhada como laboratório de Artes ao fundo das piscinas. Abriga também dois vestiários, uma sala para professores de natação e guarda de material, e duas salas para o depósito e duas piscinas, uma semi – olímpica e uma infantil, ambas aquecidas e salinizadas. Um ginásio da ginástica artística que fora adaptado do antigo escritório modelo do colégio industrial.

## Ex-alunos notáveis
- Artur Vidigal de Oliveira, ministro  e ex-vice-presidente do Superior Tribunal Militar
- Nicolas Behr, poeta
- Raimundo Carreiro, ministro e ex-presidente do Tribunal de Contas da União
- Rodrigo Rollemberg, ex-governador do Distrito Federal
- Rogério Rosso, ex-governador do Distrito Federal
- Wendell Belarmino, campeão mundial de natação paralímpica